# 凝胶渗透色谱法
凝胶渗透色谱法（英語：Gel Permeation Chromatography，简称GPC）是尺寸排除色谱法（SEC）的一种。它通过多孔非吸附性的凝胶，将有机溶剂中的分析物分子按照分子的尺寸进行分离。1964年道化学公司的J.C. Moore在研究体积排除色谱时发明了GPC。在表征聚合物时，分子量、分子量分布和分散性是很重要的指标。通过结合其它数据，凝胶渗透色谱法可以测定聚合物的数均分子量 (Mn)、重均分子量 （Mw）、Z均分子量（Mz）和粘度分子量（Mv）。故今日的GPC系统经常和其它表征仪器连用，同时进行分离、纯化和测量分子量分布的工作。

## 工作原理

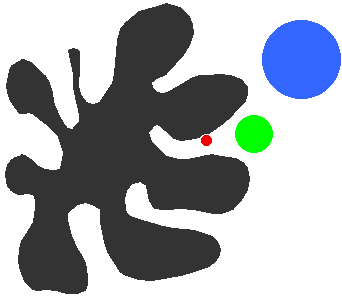
多孔凝胶和聚合物分子尺寸之间示意图，蓝色球尺寸过大，无法进入孔隙，最早被洗脱；绿色球会进入较大的孔隙，而红色球会进入较小的孔隙，所以停留时间更长

凝胶渗透色谱法是根据分析物的分子的大小或流体动力学体积（回转半径）来进行分离的，这不同于其他依靠化学或物理相互作用来分离分析物的分离技术。。当溶液中的分析物分子经过填充在柱中的多孔珠时，比较小的分子更容易进入孔隙，因此在这些孔隙中停留的时间更长，增加了它们的保留时间。在用洗脱液洗脱时，这些较小的分子会最后才洗脱出来。相反，较大的分析物分子不会进入小的孔隙，在孔中花费的时间很少，所以洗脱速度很快。
可见，所有色谱柱都具有可分离的分子量范围。如果分析物的分子尺寸太大,没有分子会被保留在色谱柱中；相反，如果分析物尺寸太小，有可能所有的分子都被留在孔隙中无法洗脱。因此应根据待分离分析物的分子量范围来选择填料孔的大小。如果样品的分子量分布范围很广，可能需要串联使用几根GPC色谱柱才能完全分离样品。

## 应用
凝胶渗透色谱可以将聚合物分子分成多组尺寸相近的样品组。然后根据分子尺寸和聚合物分子量的各种关系，比如尺寸和特性黏度的关系，求得聚合物的分子量和分子量分布。单分散的聚苯乙烯经常用用于校正凝胶渗透色谱但单分散的聚苯乙烯是线性聚合物，只能用于校正对线性聚合物的测量。对于交联类的聚合物，误差范围较大。